# Frans van Oudendorp
Frans van Oudendorp (født 31. juli 1696 i Leyden, død 14. februar 1761 sammesteds) var en nederlandsk filolog. 
Han var professor i Leyden fra 1740 til sin død. Han har udgivet adskillige romerske forfattere, således Julius Obsequens (Leyden 1720), Lucanus (1728), Frontinus (1731), Cæsar (1737) og Suetonius (1751). Endvidere har han skrevet blandt andet De veterum inscriptionum usu (Leyden 1745).